# Бези Сент Елоа
Бези Сент Елоа (фр. Bézu-Saint-Eloi) насеље је и општина у северној Француској у региону Горња Нормандија, у департману Ер која припада префектури Andelys.
По подацима из 2011. године у општини је живело 1456 становника, а густина насељености је износила 127,5 становника/km². Општина се простире на површини од 11,42 km². Налази се на средњој надморској висини од 110 метара (максималној 117 m, а минималној 48 m).

## Демографија
| 1962. | 1968. | 1975. | 1982. | 1990. | 1999. | 2011. |
| ----- | ----- | ----- | ----- | ----- | ----- | ----- |
| 678   | 750   | 747   | 730   | 1.061 | 1.170 | 1.456 |

График промене броја становника у току последњих година